# Петренко Ганна Костянтинівна
Ганна Костянтинівна Петренко (1939 — ?) — українська радянська діячка, голова виконкому Моринської сільської ради Корсунь-Шевченківського району Черкаської області. Депутат Верховної Ради УРСР 9—10-го скликань.

## Біографія
У 1955—1958 роках — робітниця Мліївської науково-дослідної станції садівництва імені Симиренка Черкаської області.
З 1958 року — колгоспниця, бригадир садово-городньої бригади колгоспу імені Леніна Корсунь-Шевченківського району Черкаської області.
Освіта вища. Закінчила Уманський сільськогосподарський інститут.
Член КПРС з 1964 року.
З 1965 року — голова виконавчого комітету Моринської сільської ради депутатів трудящих Корсунь-Шевченківського району Черкаської області.

## Нагороди
- ордени.
- медалі.